# Jacob Moser
Jacob Moser, né le 28 novembre 1839 à Kappeln (Schleswig-Holstein), en Allemagne et mort le 18 juillet 1922, est un homme d'affaires, philanthrope et, plus tard, conseiller municipal, élu domicile à  Bradford (Yorkshire de l'Ouest), en Angleterre, il devient un acteur majeur dans la vie civique de la ville.

## Biographie
Jacob Moser naît le 28 novembre 1839 à Kappeln.
D'origine juive allemande, il naît dans le Schleswig-Holstein, qui fait alors partie du Danemark. Jeune homme, il passe quelques années à Hambourg et à Paris et arrive à Bradford en 1863. Au cours des neuf premières années, il travaille pour des entreprises telles que W. Herels, Jonas Simonson and Co. et Hirsch, Pinner and Co. En 1872, il devient associé, et finalement la figure principale, de la société Edelstein, Moser and Co. qui devient l'une des grandes maisons d'exportation textile de Bradford.
Jacob Moser est un philanthrope, et on estime que tout au long de sa vie, il a donné 750 000 £ à diverses causes et œuvres de bienfaisance. Parallèlement à son travail dans son entreprise d'exportation de textiles, Jacob est l'un des fondateurs de la Bradford Charity Organisation Society et de la City Guild of Help. Il participe à la fondation de l'école technique de Bradford en 1882. Il siège au conseil d'administration de l'infirmerie de 1883 et donné 5 000 £ à un fonds pour construire un nouvel hôpital. En 1898, il fournit 10 000 livres sterling comme fonds de bienfaisance pour les personnes âgées et infirmes de la ville. Il soutient l'hôpital local pour enfants et donne 12 000 livres à la bibliothèque centrale de Bradford.
Il se joint au conseil municipal de Bradford en tant que membre indépendant de Manningham en 1896. Il sert Heaton de 1901 à 1904 et, en 1909, il est élu sans opposition dans le quartier Little Horton. En 1910, Jacob Moser est maire de Bradford et premier magistrat. Moser est l'un des fondateurs de la synagogue de la réforme de Bradford. Il est également un partisan de la formation de l'État juif d'Israël.
Jacob Moser meurt le 18 juillet 1922.
Un journal de Bradford a rendu l'hommage suivant à la mémoire de Jacob Moser : « C'était un étranger, mais il s'est fait un de nous, il était de confession juive, mais son cœur était grand au-delà de toute religion dans la cause commune de l'humanité. » [réf. nécessaire]